# Hieronymus Baumgartner

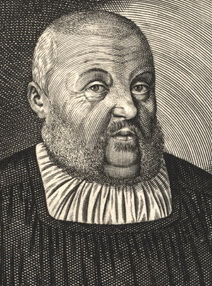
Hieronymus Baumgartner

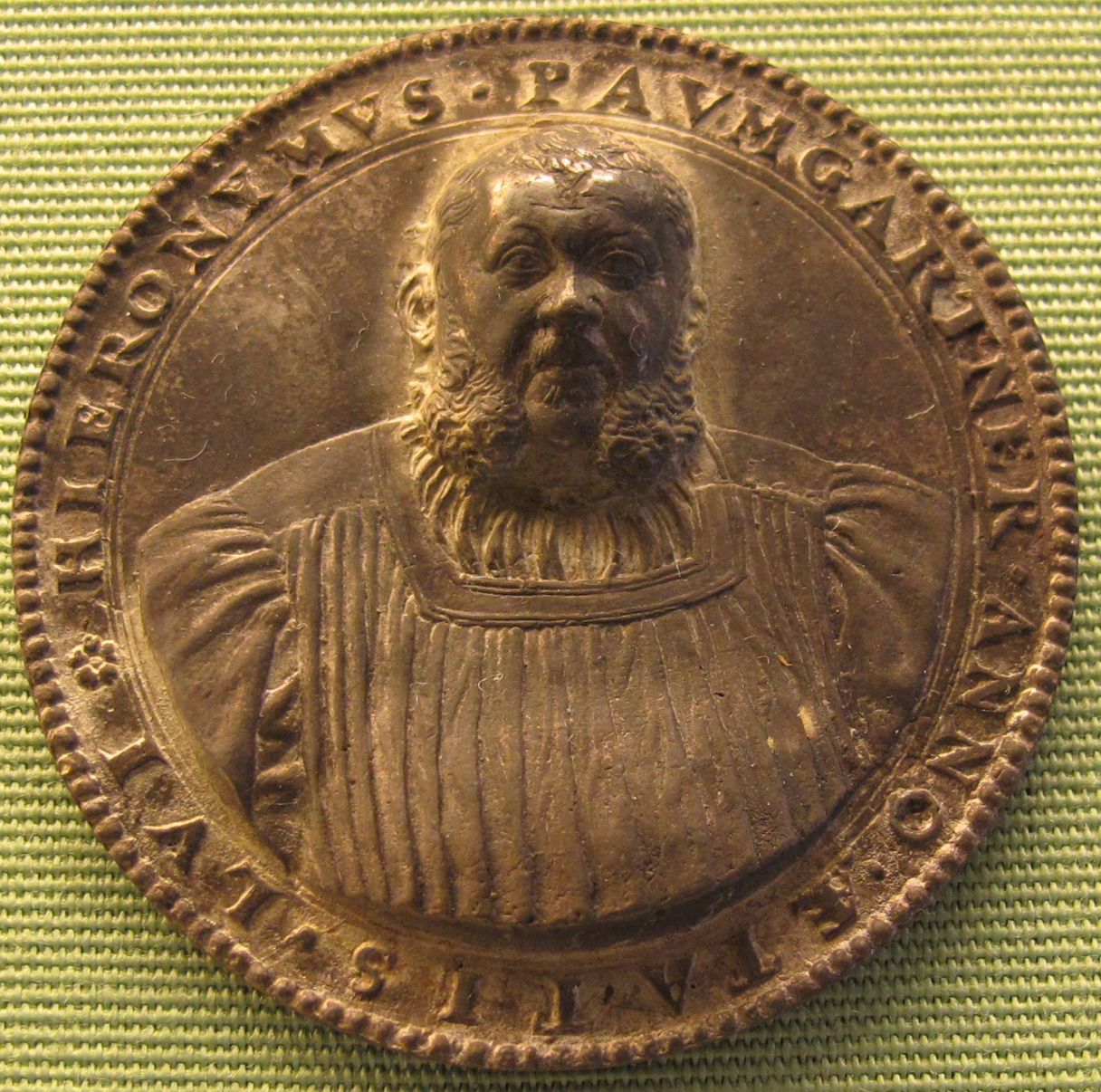
Hieronymus-Baumgartner-Medaille (Joachim Deschler, 1553)

Hieronymus Baumgartner, auch von Paumgartner, Baumgärtner (* 9. März 1498 in Nürnberg; † 8. Dezember 1565 ebenda) war Ratsherr, Leiter des Kirchen- sowie Schulwesens und Bürgermeister der Reichsstadt Nürnberg. Aus seiner Studienzeit in Wittenberg kannte er Luther und Melanchthon und wurde ab 1526 zum einflussreichen Mitgestalter der Reformation in Nürnberg.

## Leben
Hieronymus Baumgartner entstammte der Nürnberger Patrizierfamilie von Paumgartner auf Lonnerstadt, die sich später Paumgartner von Holnstein und Grünsberg nannte. Er wurde als Sohn eines Ratskonsulenten geboren und erhielt seine Schulbildung bei Jakob Locher in Ingolstadt sowie in Leipzig. 1518 wurde er an der Universität Wittenberg immatrikuliert, wo er gemeinsam mit Georg Major und Joachim Camerarius dem Älteren bei Philipp Melanchthon verkehrte. Hier studierte er Philosophie, Mathematik und Jura und nahm unter dem Einfluss Melanchthons und Martin Luthers ein Studium der alten Sprachen auf.
Nach seinem Studium kehrte er als überzeugter Lutheraner in seine Heimatstadt zurück und beteiligte sich dort an der Kommunalpolitik. 1525 wurde er Senator im Rat der Stadt, 1533 Alter Bürgermeister, 1549 Älterer Herr und 1553 Dritter Oberster Hauptmann. Die Stadt übergab ihm als erstem Kirchenpfleger die Leitung des gesamten Kirchen- und Schulwesens. 1549 war er Mitglied des Septemvirats und 1558 des Triumvirats der Stadt. In dieser Funktion nahm er an Reichstagen, Konventen und Städtetagen teil, so auch 1525 am Nürnberger Religionsgespräch.
1526 betrieb er mit Melanchthon und Lazarus Spengler die Einrichtung des ersten humanistischen Gymnasiums Deutschlands in Nürnberg – dem späteren Melanchthongymnasium. 1528 beteiligte er sich an Kirchenvisitationen. Er vertrat Nürnberg 1529 beim Reichstag in Speyer, 1530 beim Reichstag zu Augsburg und 1536 bei der Revision der Verfassung des Schmalkaldischen Bundes auf dem Konvent in Schmalkalden. Er wirkte auch wesentlich mit an der Einführung der Reformation in den an Nürnberg verpfändeten pfälzischen Ämtern Heideck, Hilpoltstein und Allersberg. Auch legte er die Grundlage der ersten Bibliothek in Nürnberg.

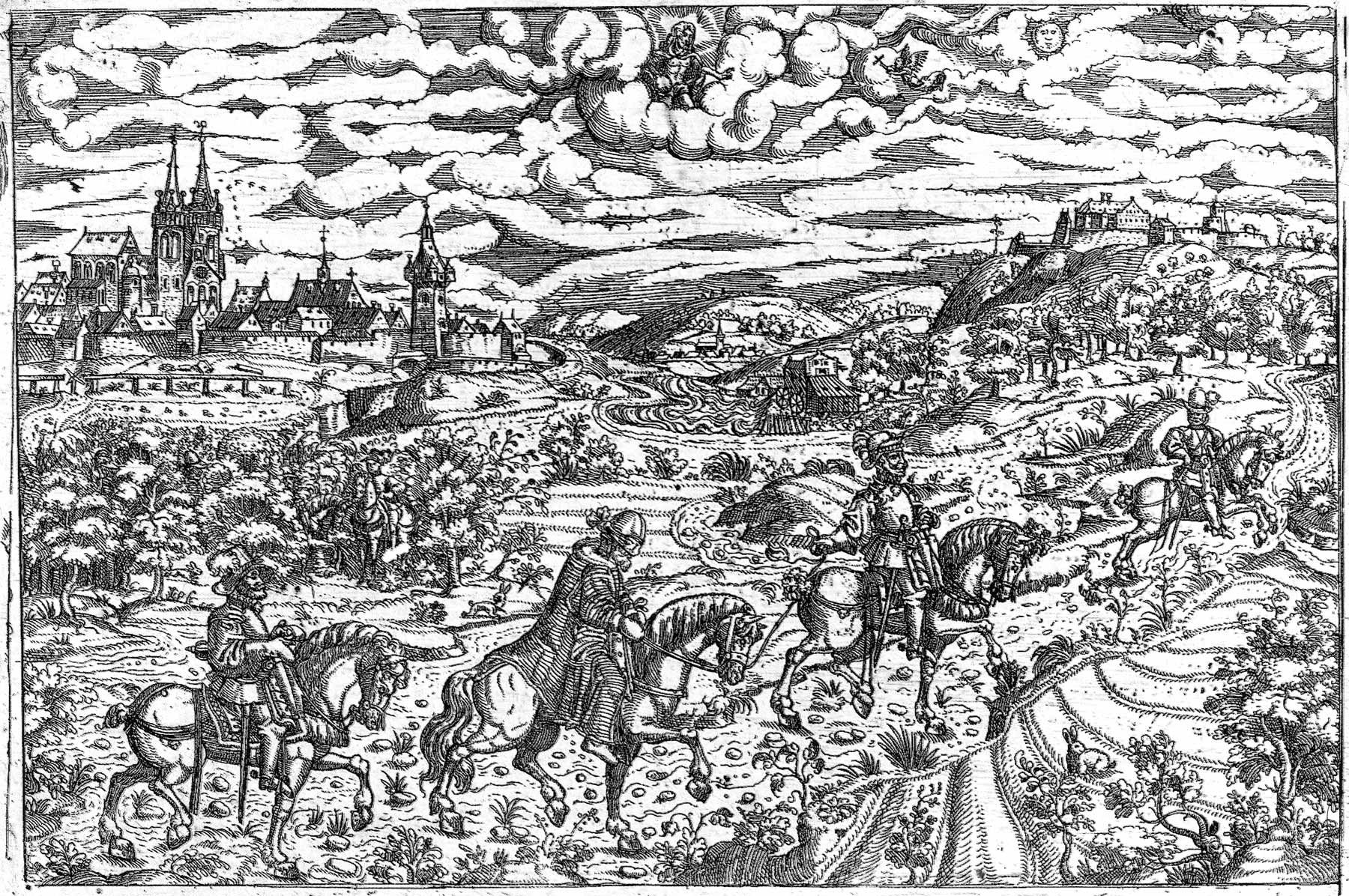
Die Gefangennahme des Hieronymus Baumgartner, im Hintergrund (unhistorisch) Nürnberg (Radierung von Hieronymus Hopfer)

Als er 1544 vom Reichstag zu Speyer zurückkehrte, wurde er vom Ritter Albrecht von Rosenberg im Wald von Treschklingen unweit von Heilbronn gefangen genommen. Erst nach 14 Monaten wurde er gegen ein Lösegeld freigelassen.
Es widerstrebte ihm als Anhänger der Reformation, das Augsburger Interim durchzusetzen. Einst hatte man ihm Katharina von Bora, die spätere Ehefrau Martin Luthers, als Gattin bestimmt; jedoch heiratete er 1526 in Nürnberg Sybilla Dichtlin († 1567), die Tochter des herzoglichen Pflegers zu Starnberg Bernhard Tichtel (Dichtel) aus Tutzing.

## Werke
- Eigenhändiger Bericht des Hieronymus Baumgärtner über seine Gefangenschaft bei Albrecht von Rosenberg in den Jahren 1544 und 1545. Hrsg. von Wilhelm Caselmann. In: jahresbericht des Historischen Vereins von Mittelfranken Band 33, 1865, S. 103–123. (MDZ).
- P. Flemming und O. Albrecht: Das sogenannte Manuscriptum Thomasium. In: Archiv für Reformationsgeschichte. 1914–15

## Literatur

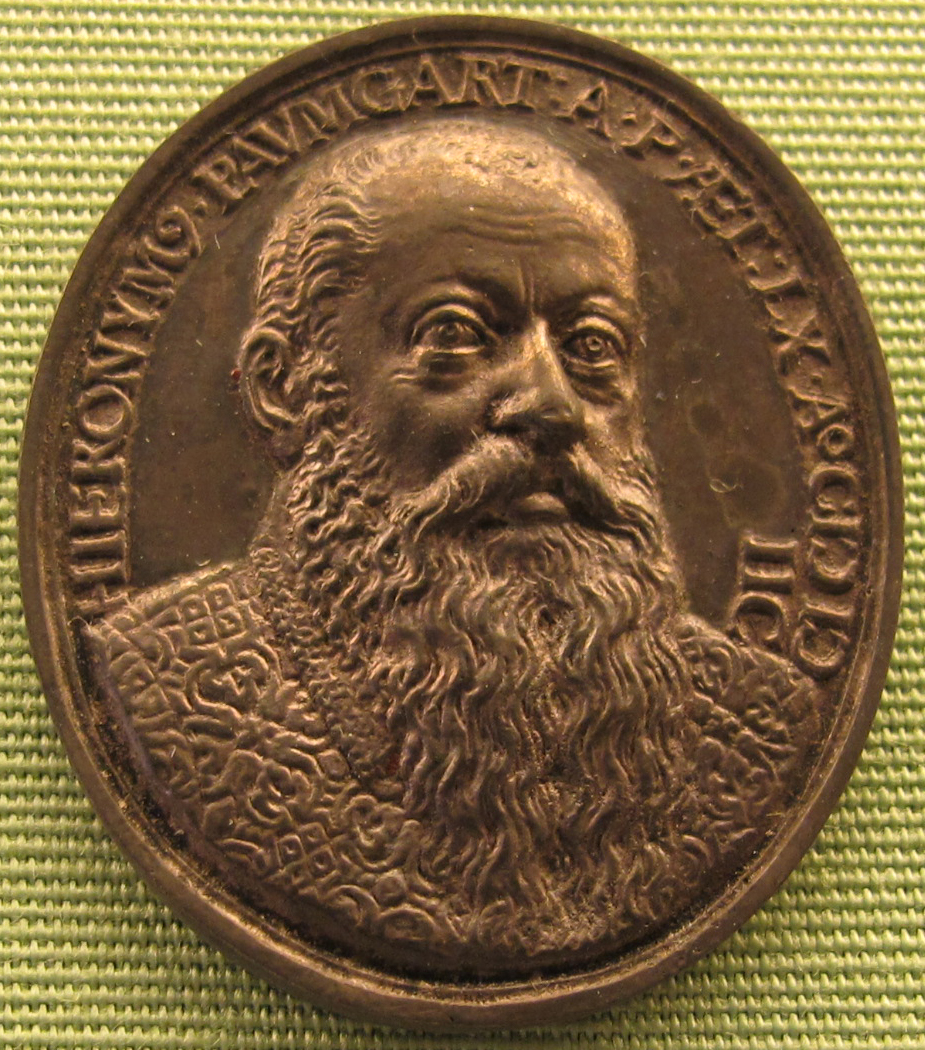
Hieronymus Paumgartner, Medaille von Matthäus Carl, 1598